# Dean Barrow
Pour les articles homonymes, voir Barrow.
Dean Barrow, né le 2 mars 1951 à Belize, est un homme politique bélizien. Premier ministre du Belize de 2008 à 2020 et ancien ministre des Finances, il est également le dirigeant du Parti démocratique uni depuis 1998.

## Biographie

### Études
Dean Barrow suit des études de droit à l'université des Indes occidentales puis de droit et de relations internationales à l'université de Miami dont il sort diplômé en 1981. De retour au Belize, il devient avocat et fonde son propre cabinet au début des années 1980. Parmi ses clients, il compte le controversé Michael Ashcroft, homme d'affaires et homme politique britannico-bélizien.

### Débuts en politique
Barrow fait son entrée en politique en 1983, date à laquelle il est élu au conseil municipal de la ville de Belize. L'année suivante, il est élu député et devint procureur général et ministre des Affaires étrangères dans le premier gouvernement de Manuel Esquivel. Membre de l'opposition de 1989 à 1993, il revient ensuite au gouvernement comme vice-Premier ministre et ministre des Affaires étrangères de 1993 à 1998, dans le second gouvernement de Manuel Esquivel. 

### Premier ministre
Il est leader de l'UDP et le chef de l'opposition pendant dix ans, jusqu'à la victoire de son parti aux élections de 2008. Le Parti démocratique uni remporte alors 25 sièges sur 31 et Barrow devient le premier dirigeant noir de son pays. Il est reconduit à son poste à la suite de la victoire de son parti lors des élections législatives de 2012. Pour les questions sociétales, il est notamment opposé à la révision de la loi punissant de 10 ans de prison les relations homosexuelles.

### Famille
Dean Barrow est le père de Moses Barrow, ancien rappeur connu sous le nom de Shyne et désormais homme politique bélizien.